# Ad Hominem (група)
 Тази статия е за музикалната група.  За реторическия термин вижте Ad hominem.  
Ad Hominem е NSBM метъл група, основана през 1998 година в град Лион, Франция.

## Дискография

### Демо
- Omnes Ad Unum (2000)

### Албуми
- Planet ZOG − The End, Mankind’s Suicide (2002)
- A New Race for a New World, Purification (2003)
- Treaty of Alliance − Agony of a Dying Race, We are the Wolves... You are the Sheep, Black Metal Against the World (2004)
- Climax of Hatred (2005)
- Dictator – A Monument of Glory (2009)